# Paul Gavan
 (mars 2020).
Si vous disposez d'ouvrages ou d'articles de référence ou si vous connaissez des sites web de qualité traitant du thème abordé ici, merci de compléter l'article en donnant les références utiles à sa vérifiabilité et en les liant à la section « Notes et références ».
Paul Gavan (29 novembre 1965) est une personnalité politique irlandaise, membre du Sinn Féin. Il est sénateur pour le panel du travail depuis avril 2016. Il est le porte-parole du Sinn Féin au Seanad pour l'éducation et les droits des travailleurs. Il est également membre de l'Assemblée parlementaire du Conseil de l'Europe.